# Rừng Kleczanów

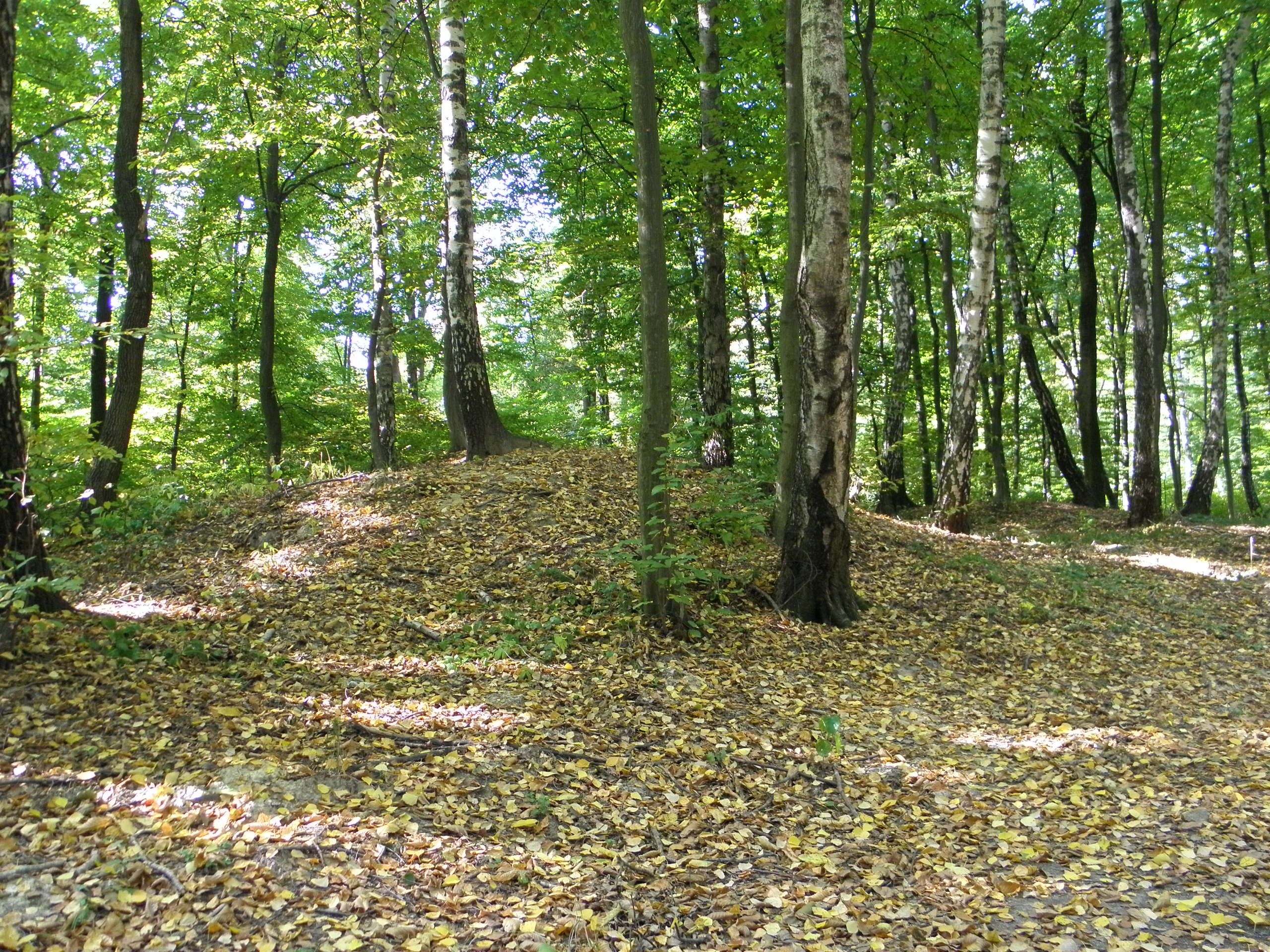
Khu rừng chôn cất cổ xưa của Kleczanów từ thế kỷ thứ 8 thế kỷ thứ 10

Rừng Kleczanów (tiếng Ba Lan: Las w Kleczanowie) là một khu rừng nhỏ của Ba Lan (khoảng 5 ha) ở vùng lân cận làng Kleczanów thuộc huyện Sandomierz, Ba Lan. Nó được biết đến với một vị trí cổ xưa của 37 kavans Slavic (gò chôn cất) cao 41010 mét.
Khu phức hợp được bao quanh bởi các cánh đồng nông nghiệp, và là duy nhất trong toàn khu vực. Các chôn cất đầu tiên được cho là đã bắt đầu trong rừng Kleczanów vào cuối thời kỳ đồ đá và tiếp tục vào thế kỷ thứ 10 và 11. Nghĩa trang thời tiền sử được các nhà khảo cổ học Ba Lan phát hiện vào những năm 1990. Trong tà giáo lần trang web có thể đã là một gỗ thiêng liêng Slav (Gaj, Proto-Slav * gajь 'gỗ, bụi cây, bụi rậm, lùm cây', xem: thần thoại Slav, thiêng liêng lùm), một nơi mà mọi người thờ phụng và sử dụng để chôn người thân của họ. Mặc dù toàn bộ cảnh quan xung quanh đã biến thành đất nông nghiệp, Rừng Kleczanów vẫn sống sót mà không bị ảnh hưởng. Trong 1.000 năm, cộng đồng tôn giáo của Kleczanów đã dùng để tổ chức lễ Ngũ tuần và lễ hội Whitsun ở đó. Mùa xuân, kéo dài từ tháng 3 đến tháng 6, theo truyền thống được người Slav dành cho các nghi lễ tái sinh và liên lạc với tổ tiên đã chết (cũng như thời gian mùa thu, conf. Halloween giữa những người Đức). Trong thời kỳ đầu của Kitô giáo, thói quen ngoại giáo này pha trộn với các bữa tiệc Công giáo.